# Limnichus mateui
Limnichus mateui är en skalbaggsart som beskrevs av Carles Hernando och Ignacio Ribera 1998. Limnichus mateui ingår i släktet Limnichus och familjen lerstrandbaggar. Inga underarter finns listade i Catalogue of Life.